# Le badanti
Le badanti è un film del 2015 diretto da Marco Pollini, prodotto dalla Ahora! Film.

## Trama
Tre ragazze extracomunitarie, Lola, Irina e Carmen, costrette a scappare dalla loro vita fatte di violenze, invidie e soprusi, rispondono ad un annuncio per lavorare come badanti in una casa di cura per anziani. Ma, per colpa di un direttore furbo e truffatore, la casa di riposo "Villa Bella" finirà sull'orlo del fallimento. Le badanti dovranno inventarsi qualcosa per salvare la casa di cura.

## Produzione
È stato girato in varie località del Veneto, nella zona del Lago di Garda e a Verona (Porta Palio, Porta Nuova, Montorio, Torri del Benaco).

## Distribuzione
Il film è stato prodotto da Ahora! Film e distribuito dalla stessa anche all'estero, in Cina, Malesia, Singapore, America Latina e Stati Uniti. Il film è uscito in Italia, distribuito dalla United Cinemas International l'11 giugno 2015. Dal maggio 2016 è disponibile anche in formato DVD. Anche presentato al 13º Festival del Cinema Italy - Miami/Atlanta/San Juan Italian Film Festival, ha avuto un buon successo di pubblico ed esce anche in Malesia e in alcune televisioni sudamericane e nordamericane.